# Epidromia fergusoni
Epidromia fergusoni là một loài bướm đêm trong họ Erebidae.